# Adrian Hanauer
Adrian Hanauer (nacido en 1966) es un empresario estadounidense y propietario mayoritario de Seattle Sounders FC.

## Carrera
Su familia posee Pacific Coast Feather Co., una fabricación de ropa de cama de lujo en Alemania en 1884. Hoy, la compañía tiene su sede en Seattle.  Comenzó a trabajar cuando tenía 13 años. Sin embargo, nunca ha ocupado un puesto directivo en la empresa. 
Fundó Museum Quality Framing en 1988. También, es propietario Mad Pizza. Invirtió en aQuantive que fue comprada por Microsoft en 2007.  Obtuvo un beneficio sustancial. 
En 2002, se convirtió en el socio gerente de la de USL Seattle Sounders FC. Trató de obtener un equipo de la MLS a Seattle. Tomó tres años antes de la MLS se otorgaría un equipo de Seattle. En 2007, Hanauer se reunió con Joe Roth, que eventualmente invertir en la franquicia de Seattle. Luego, Paul Allen y Drew Carey se convirtió en los inversores y anunció que será el próximo equipo de expansión de la MLS.

## Vida personal
Hanauer comenzó jugando al fútbol a los tres años. Jugó al fútbol en Mercer Island High School. Asistió a Universidad de Washington.